# Pfarrkirche Gars am Kamp

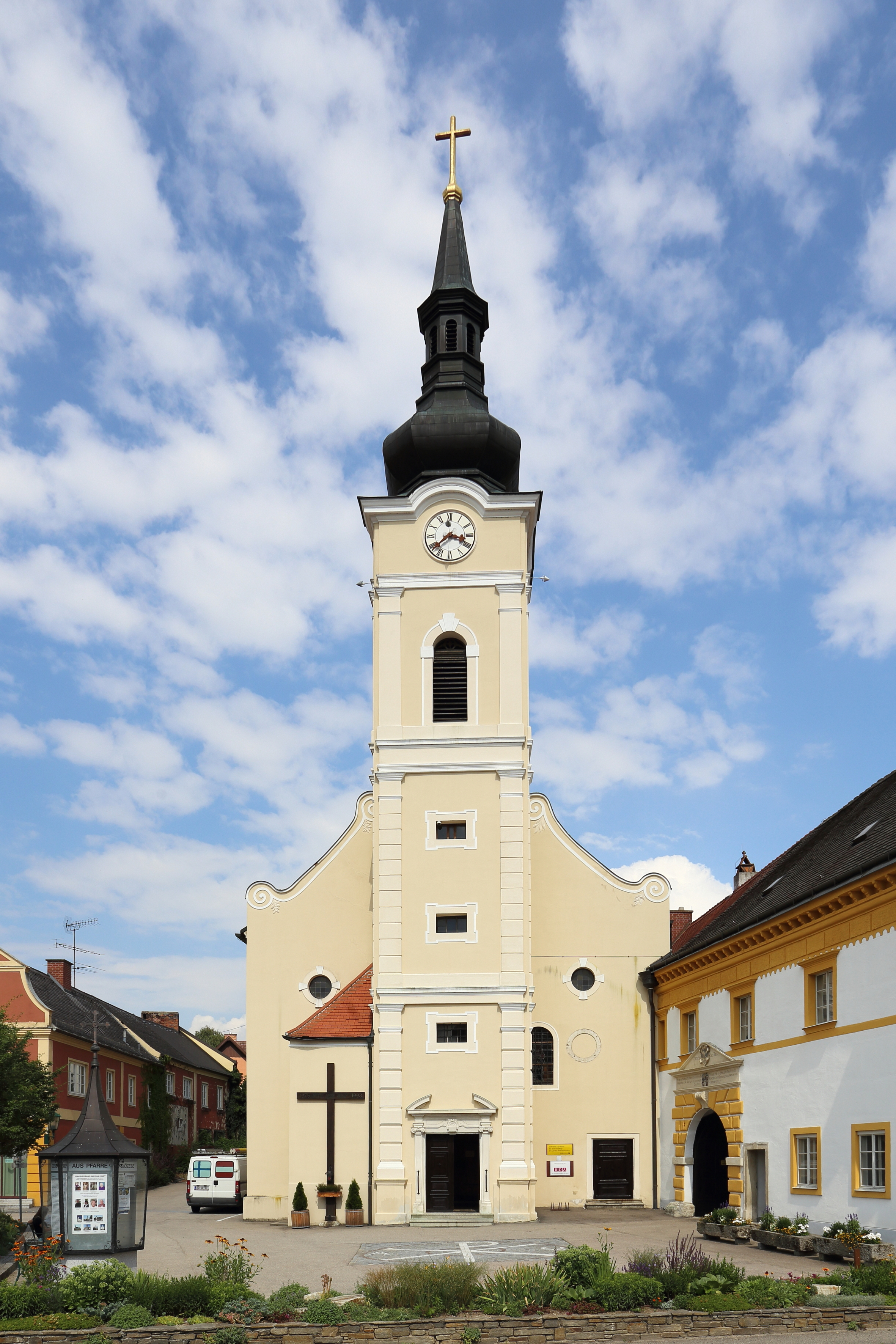
Katholische Pfarrkirche Hll. Simon und Judas Thaddäus in Gars am Kamp

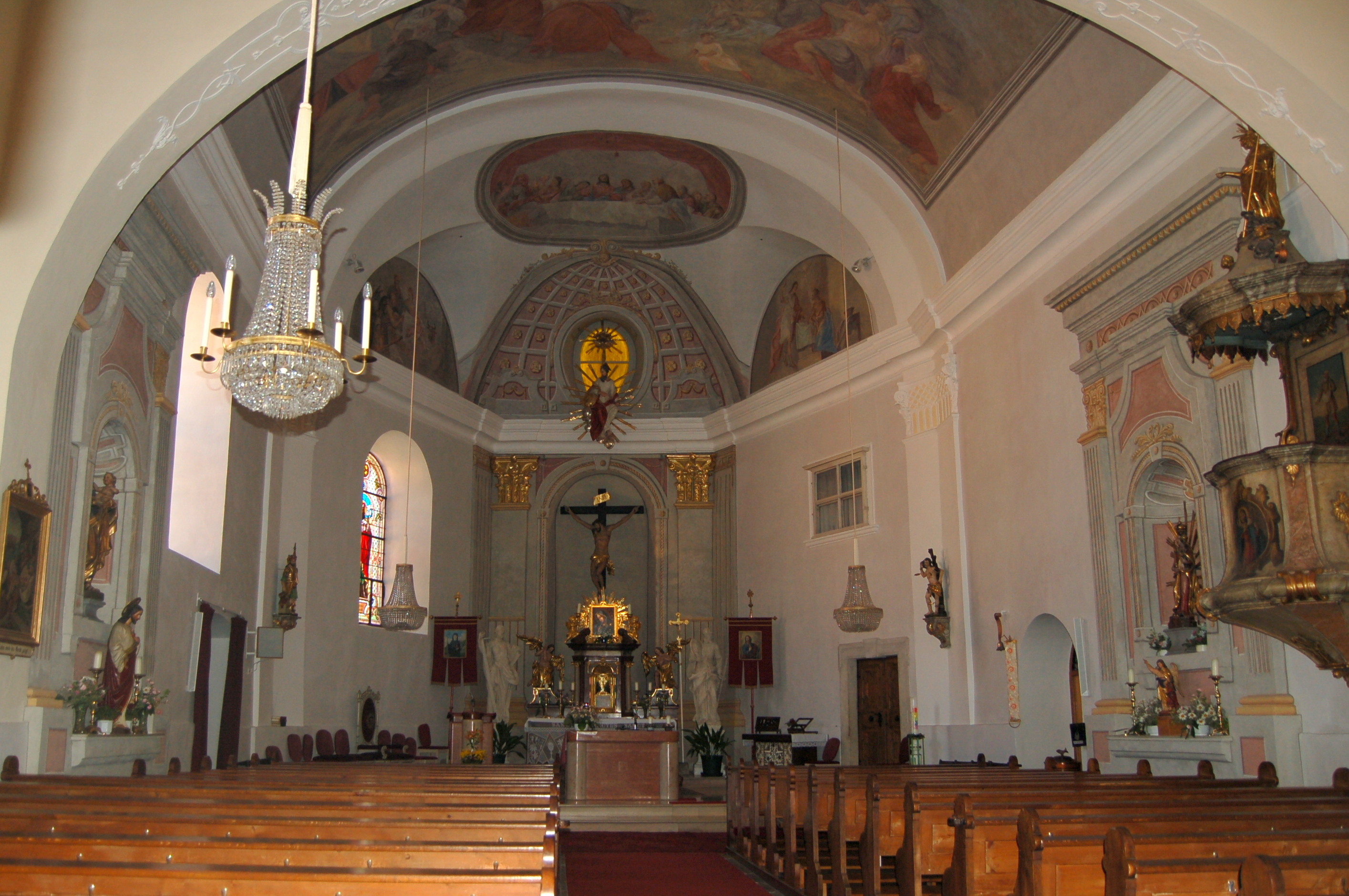
Im Langhaus zum Hochaltar

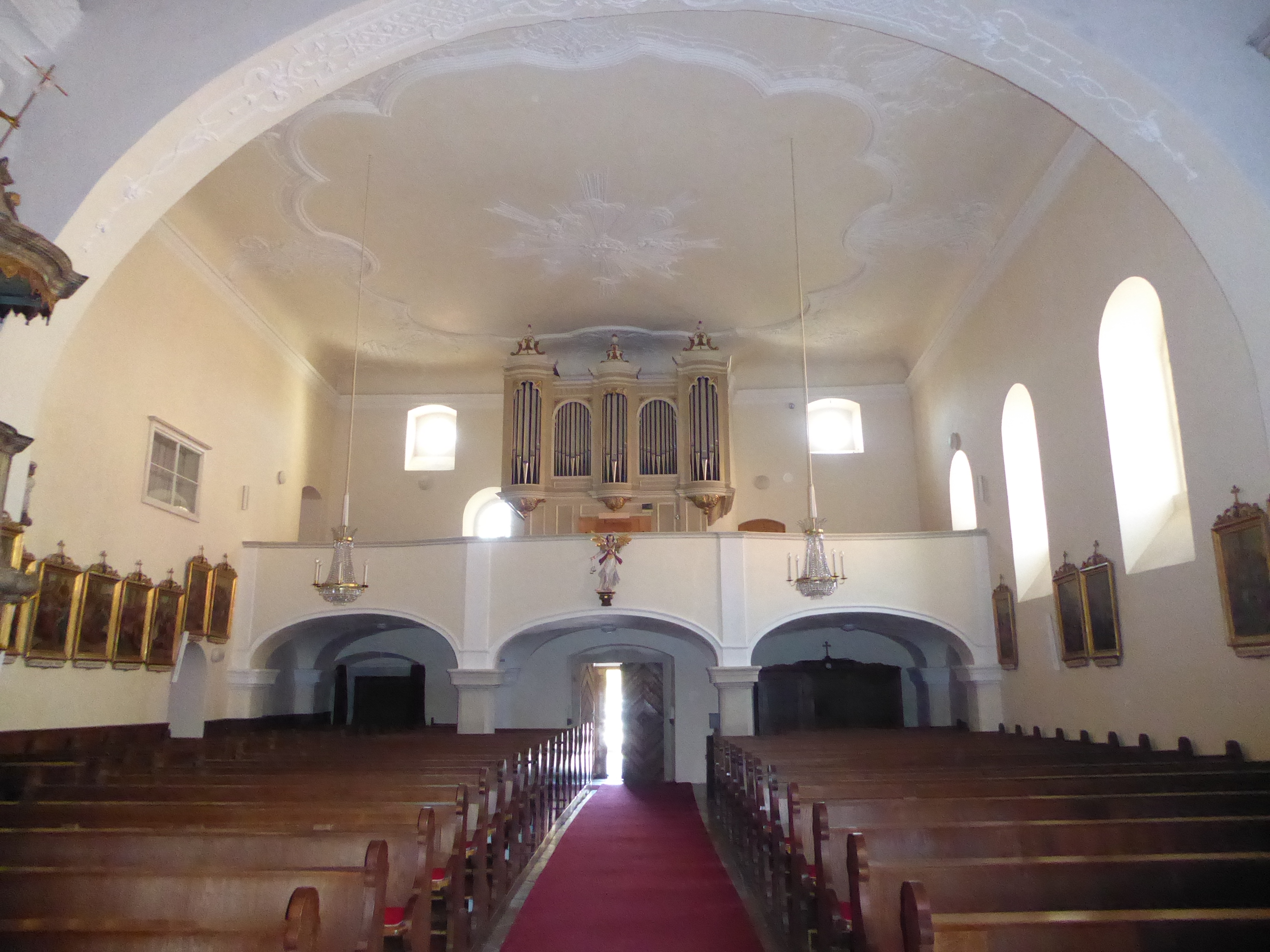
Im Langhaus zur Orgelempore

Die Pfarrkirche Gars am Kamp steht an der Ostseite des Hauptplatzes in der Marktgemeinde Gars am Kamp im Bezirk Horn in Niederösterreich. Die den Heiligen Simon und Judas Thaddäus geweihte römisch-katholische Pfarrkirche gehört zum Dekanat Horn in der Diözese St. Pölten. Die Kirche steht unter Denkmalschutz (Listeneintrag).

## Geschichte
Urkundlich wurde 1282 zum Ort kirchliches genannt, 1387 eine Simonskapelle, 1595 beim Neubau eines Pfarrhofes eine Marktkirche. 1620 und 1724 wurden Brände genannt. Von 1724 bis 1727 erfolgte ein Neubau der Kirche mit Verwendung älterer Teile und Erhaltung des Chores aus 1593 bzw. 1623. Im Josephinismus erfolgte eine Verlegung der Gottesdienste aus der ehemaligen Pfarrkirche Thunau am Kamp hl. Gertrud hierher, wobei in Folge die Filialkirche zur Pfarrkirche erhoben wurde. 1957 war eine Außenrestaurierung, 1969 eine Innenrestaurierung. 2021 wurde eine Außenrestaurierung durchgeführt.

## Architektur
Das Kirchenäußere zeigt ein Langhaus unter einem Satteldach nordseitig mit Rundbogenfenstern. Die westliche Giebelfront beinhaltet mittig einen vorgestellten und eingezogenen Turm, im Giebel Volutenschmiegen und seitlich Rundbogenfenster mit profilierter Rahmung und Keilsteinen, die Ortsteingliederung ist gemalt. Das westliche Hauptportal im Turm hat eine profilierte Rahmung und eine gesprengte Segmentgiebelverdachung und ist rechts mit einem rechteckigen Seitenportal ergänzt. Der erhöhte dreiseitig geschlossene Chor zeigt sich mit einer Lisenengliederung. In der Chorschräge befindet sich ein Portal mit Steingewände um 1600. Der südliche Sakristeianbau unter einem Pultdach mit Fenstern mit Steingewände ist aus dem Ende des 16. Jahrhunderts. Der dreigeschoßige Turm ist mit Gesimsen und Eckpilastern gegliedert, in den unteren Geschoßen gequadert, der Turm wurde 1868 erhöht, und erhielt dabei rundbogige Schallfenster, Uhrengiebel und einen Zwiebelhelm.

## Ausstattung
Die Kirche hat drei klassizistische marmorierte pilasterflankierte Stuckaltäre, welche in die Chorwände eingebunden wurden.
Die Orgel mit 14 Registern (14/II/P) baute Gerhard Hradetzky (1975). Es gibt eine Evangelistenglocke aus dem 14. Jahrhundert und eine Glocke mit der Nennung Hans Meixner 1582, beide Glocken wurden aus der Gertrudskirche hierher übertragen.